# Stephen Hodge
Stephen Hodge (Adelaide, 18 luglio 1961) è un ex ciclista su strada australiano.
Professionista dal 1987 al 1996, fece più volte parte della selezione australiana ai campionati del mondo, ottenendo come miglior piazzamento l'ottavo posto nell'edizione del 1991.
Ottenne numerose affermazioni, soprattutto in corse di secondo piano del panorama australiano. Il suo successo più importante fu la terza tappa del Tour de Romandie 1991, in quell'occasione conquistò anche la speciale classifica dedicata al Gran Premio della Montagna e concluse al quarto posto assoluto la rassegna.

## Palmarès
- 1984 (West End, dilettanti, una vittoria)

7ª tappa Brisbane-Sydney
- 1985 (West End, dilettanti, tre vittorie)

Grand Prix des Nations
6ª tappa Vuelta a Vizcaya
1ª tappa Vuelta a Sedavi
- 1986 (Rory O'Brien, dilettanti, quattro vittorie)

Giro del Mendrisiotto
Grand Prix de Genève
1ª tappa, 1ª semitappa Souvenir Josy Esch
6ª tappa Gold Coast Canberra
- 1988 (KAS, una vittoria)

Grand Prix Raymond Impanis
- 1989 (Caja Rural, una vittoria)

11ª tappa Herald Sun Tour
- 1990 (O.N.C.E, una vittoria)

Clásica a los Puertos de Guadarrama
- 1991 (O.N.C.E., quattro vittorie)

Biel-Magglingen
3ª tappa Tour de Romandie (La Fouly > Fribourg)
3ª tappa Mazda Tour
Classifica generale Mazda Tour
- 1992 (O.N.C.E, due vittorie)

Biel-Magglingen
2ª tappa Critérium International (Orange > Pertuis)
- 1993 (O.N.C.E., due vittorie)

Grand Prix des Marronniers
Memorial Manuel Galera
- 1994 (Festina, tre vittorie)

13ª tappa Herald Sun Tour
2ª tappa Alpine Classic
14ª tappa Alpine Classic
- 1996 (Festina, sei vittorie)

5ª tappa, 2ª semitappa, Grande Prémio de Torres Vedras (Torres Vedras > Torres Vedras)
9ª tappa Herald Sun Tour
13ª tappa Herald Sun Tour
3ª tappa Tour of Tasmania (cronometro)
Classifice generale Tour of Tasmania

### Altri successi
- 1985 (West End, dilettanti)

Wollongong
Classifica a punti Vuelta a Vizcaya
Classifica a punti Grand Prix Tell
- 1986 (Rory O'Brien Cycle, dilettanti)

Meinier
- 1991 (O.N.C.E.)

Classifica scalatori Tour de Romandie
- 1993 (O.N.C.E.)

Sion
- 1994 (Festina)

Classifica scalatori Herald Sun Tour

## Piazzamenti

### Grandi Giri
- Giro d'Italia

1990: 19º
1991: 26º
1995: 85º
1996: 76º
- Tour de France

1989: 82º
1990: 52º
1991: 67º
1992: 93º
1994: 83º
1995: 55º
- Vuelta a España

1992: 26º
1994: 85º
1994: 31º
1996: 76º

### Classiche monumento
- Milano-Sanremo

1989: 100º
1990: 58º
1991: 21º
1992: 36º
1993: 65º
1994: 40º
1995: 114º
1996: 70º
- Giro delle Fiandre

1988: 85º
1990: 95º
1991: 23º
1992: 31º
1994: 70º
1995: 74º
- Parigi-Roubaix

1990: 70º
1992: 65º
1993: 57º
1995: 41º
- Liegi-Bastogne-Liegi

1987: 101º
1990: 116º
1991: 29º
- Giro di Lombardia

1989: 55º
1990: 17º
1991: 41º
1992: 10º
1993: 56º

### Competizioni mondiali
- Campionati del mondo

Giavera del Montello 1985 - In linea dilettanti: 18º
Colorado Springs 1986 - In linea dilettanti: 57º
Villaco 1987 - In linea: ritirato
Ronse 1988 - In linea: 63º
Chambéry 1989 - In linea: ritirato
Utsunomiya 1990 - In linea: ?
Stoccarda 1991 - In linea: 8º
Benidorm 1992 - In linea: 19º
Oslo 1993 - In linea: 33º
Catania 1994 - Cronometro: 14º
Agrigento 1994 - In linea: ritirato
- Giochi olimpici

Atlanta 1996 - In linea: 98º
Atlanta 1996 - Cronometro: 23º